# Ophiola
Ophiola  (лат.) — род цикадок из отряда Полужесткокрылых. 

## Описание
Цикадки размером 3-5 мм. Стройные и умеренно стройные, с тупоугольно-закругленно вступающей вперед головой. Переход лица в темя закруглен. В СССР 10 видов.  
- Ophiola cornicula (Marshall, 1866)
- Ophiola decumana (Kontkanen, 1949)
- Ophiola ocellaris (Lethierry, 1880)
- Ophiola paludosa (Boheman, 1845)
- Ophiola paradoxa (Linnavuori, 1953)
- Ophiola russeola (Fallén, 1826)
- Ophiola transversa (Fallén, 1826)